# Phloeostichidae
Phloeostichidae är en familj av skalbaggar som beskrevs av Edmund Reitter 1911. Phloeostichidae ingår i ordningen skalbaggar, klassen egentliga insekter, fylumet leddjur och riket djur.
Familjen innehåller bara släktet Phloeostichus.